# Kościół św. Jerzego w Mszanie
Kościół św. Jerzego w Mszanie – rzymskokatolicki kościół parafialny w Mszanie w powiecie wodzisławskim.

## Historia

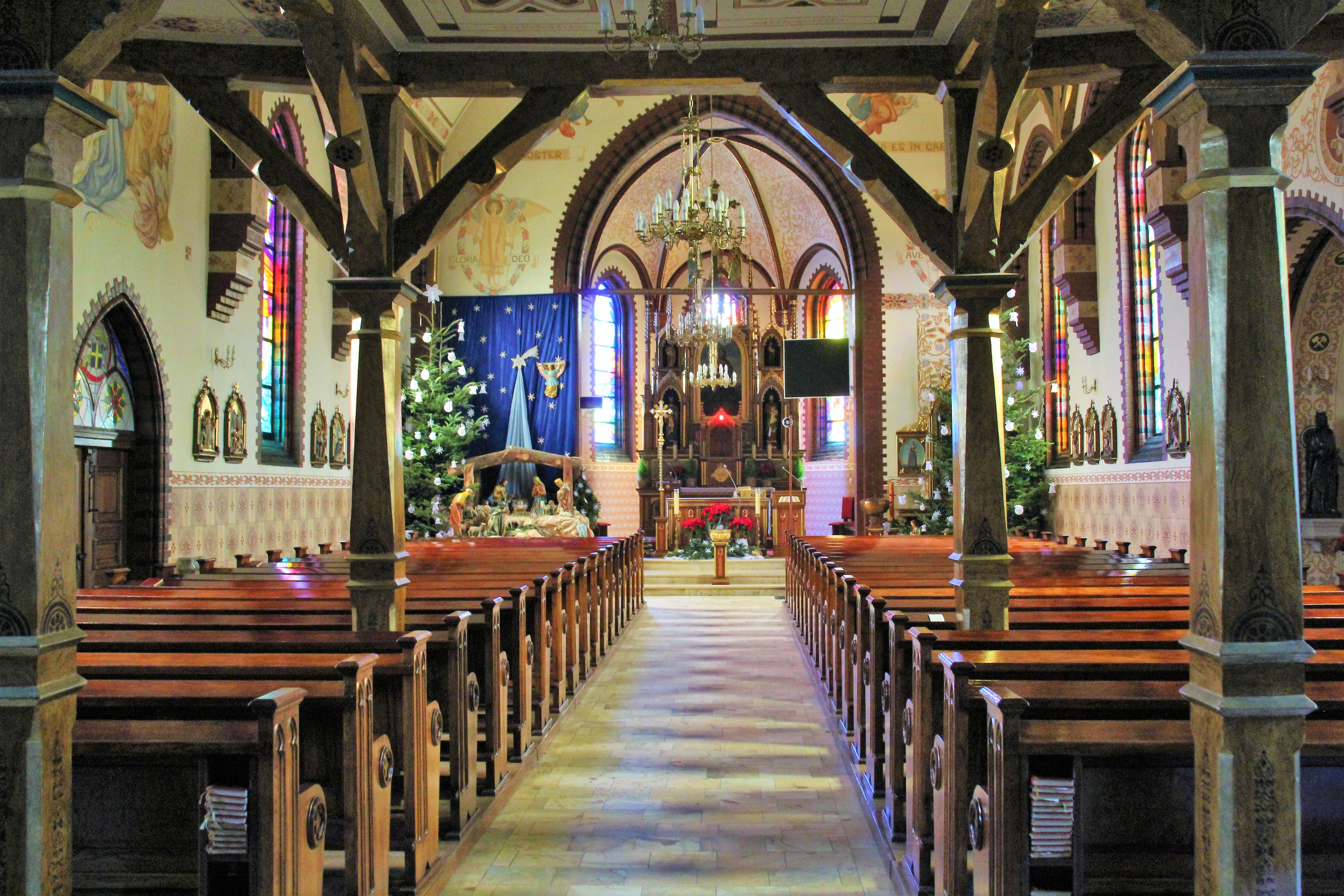
Wnętrze

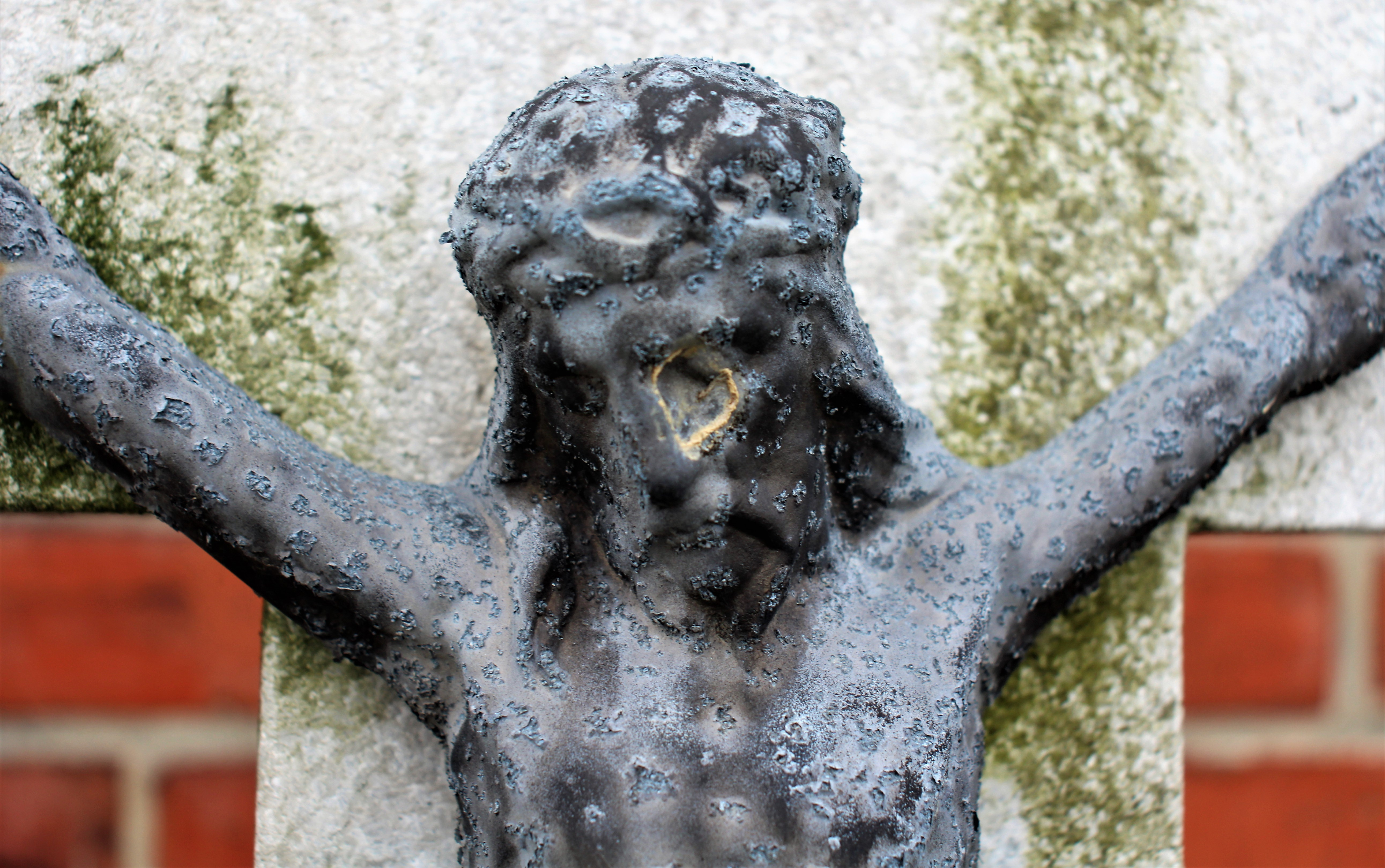
Krucyfiks

Pierwszy mszański kościół (prawdopodobnie pod wezwaniem św. Jerzego) był drewniany i przetrwał do 1709 roku. W tym roku zbudowano nowy kościół, który podobnie jak jego pierwowzór był pod wezwaniem św. Jerzego. Posiadał on dwa dzwony pochodzące z poprzedniego kościoła. Kościół ten został rozebrany, a obok niego wybudowano z cegły obecny kościół św. Jerzego. 
Dnia 30 marca 1896 roku poświęcony został kamień węgielny pod nowy kościół, poświęcenia samego kościoła zaś dokonał ks. kardynał Georg Kopp z Wrocławia w dniu 24 kwietnia 1898 roku. Kościół zbudowano w stylu neogotyckim według projektu Josepha Ebersa, zaś pracami budowlanymi kierowała firma braci Fuchs z Rybnika. Wewnętrzne wyposażenie kościoła: ołtarze, ławki, ambonę, chrzcielnicę, konfesjonał i szafy dostarczył rzeźbiarz Józef Rzytki z Raciborza. Michał Rzytki odmalował kościół. Organy wybudowała firma Klimosz i Dürschlag z Rybnika. Budowa kościoła kosztowała 48 000 ówczesnych marek. Wkrótce potem zakupiono trzeci dzwon. Budowniczym kościoła był ówczesny proboszcz mszański ks. Wilhelm Tusker. 
Podczas II wojny światowej kościół, jego wieża i ściany zostały w znacznym stopniu uszkodzone. Zabrano wszystkie dzwony. W latach 1946–1948 odbudowano wojenne zniszczenia. W kolejnych latach, zwłaszcza 1972-1976, przeprowadzono dalsze prace remontowe oraz dokonano modernizacji wystroju wewnętrznego. W roku 1981 ks. bp Herbert Bednorz poświęcił trzy nowe dzwony, o imionach: Maria, Józef i Rafał o łącznej wadze 1500 kg. W roku 1984 dach kościoła pokryty został blachą miedzianą. Rozpoczęto wymianę witraży, według projektu artysty plastyka Witolda Pałki. Witraże wykonała firma Michała Cubera z Głogówka. We wrześniu 1997 r. na wieży kościelnej zawisły nowe zegary, które zostały wykonane przez firmę Rduch z Połomi. 
W związku z obchodami stulecia poświęcenia kościoła w 1998 roku utwardzono jego bezpośrednie obejście, zbudowano parking dla samochodów oraz zainstalowano oświetlenie całego obiektu. W roku 2002 przeprowadzono gruntowny remont wieży kościoła, która w całości została pokryta blachą miedzianą. W latach 2003–2004 wybudowana została kaplica przedpogrzebowa. Stanęła ona na miejscu starego probostwa. Jej projektantami było dwoje młodych mszańskich architektów: Agnieszka Kuś i Tomasz Holona, a ceramiczne elementy wystroju wewnętrznego wykonał Wojciech Dzienniak. W ramach podjętych prac uporządkowano także obejście kaplicy. W roku 2005 Maciej Tomaszewski z Gliwic przeprowadził kapitalny remont oraz konserwację mszańskich organów, zaś w roku 2006 przystąpiono do remontu ławek. 

## Galeria

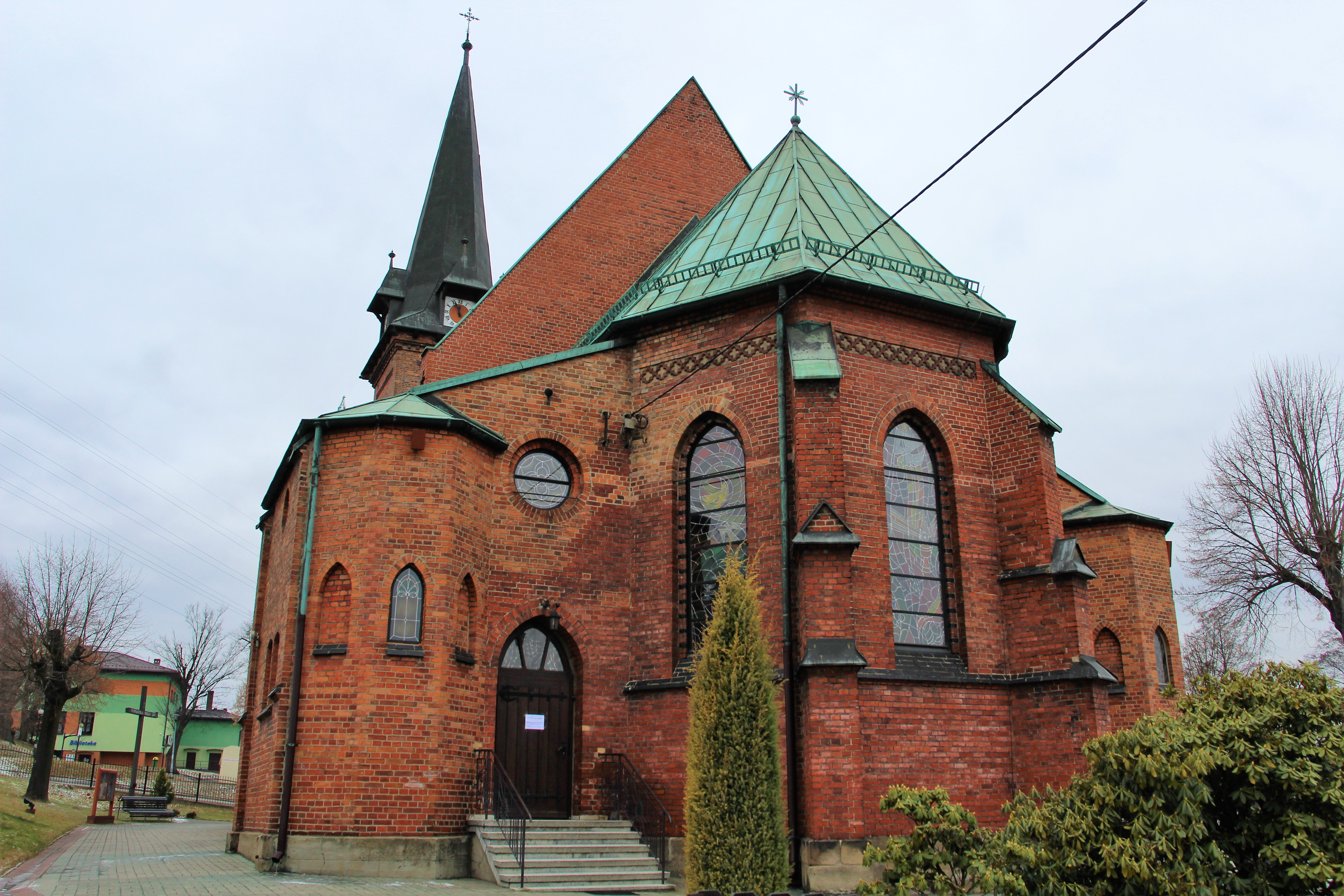
Widok od strony prezbiterium
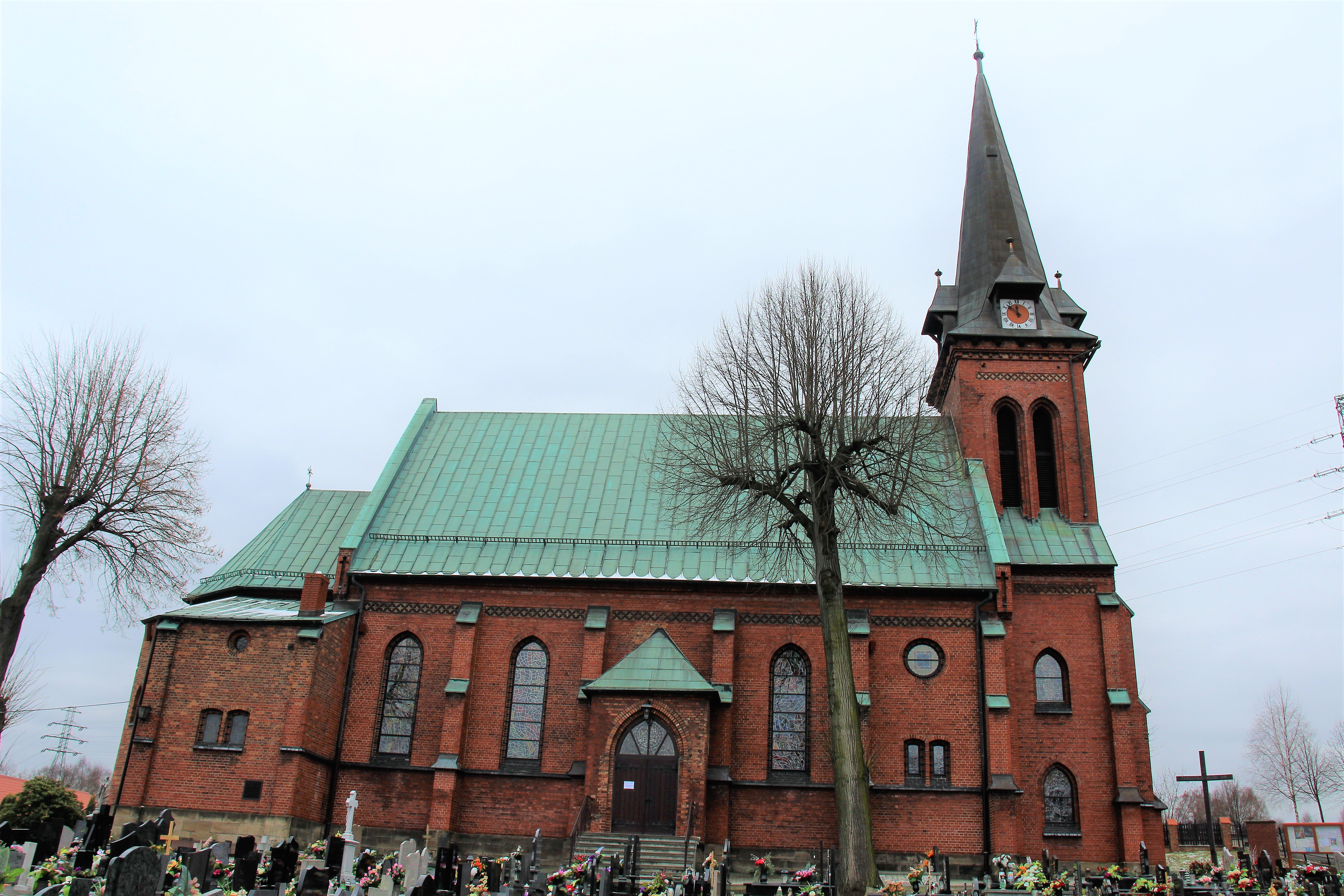
Elewacja boczna